# Villalón de Campos

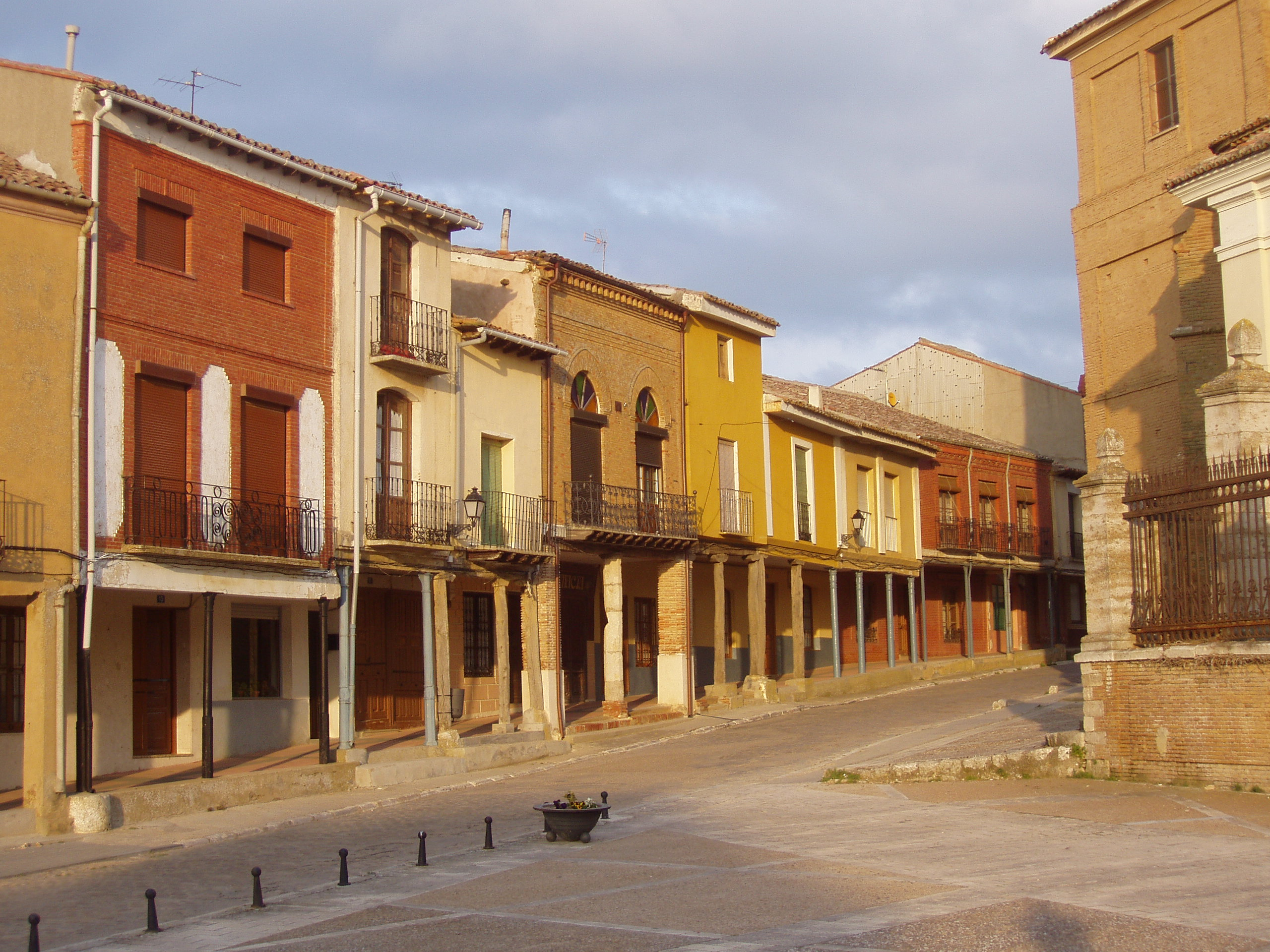
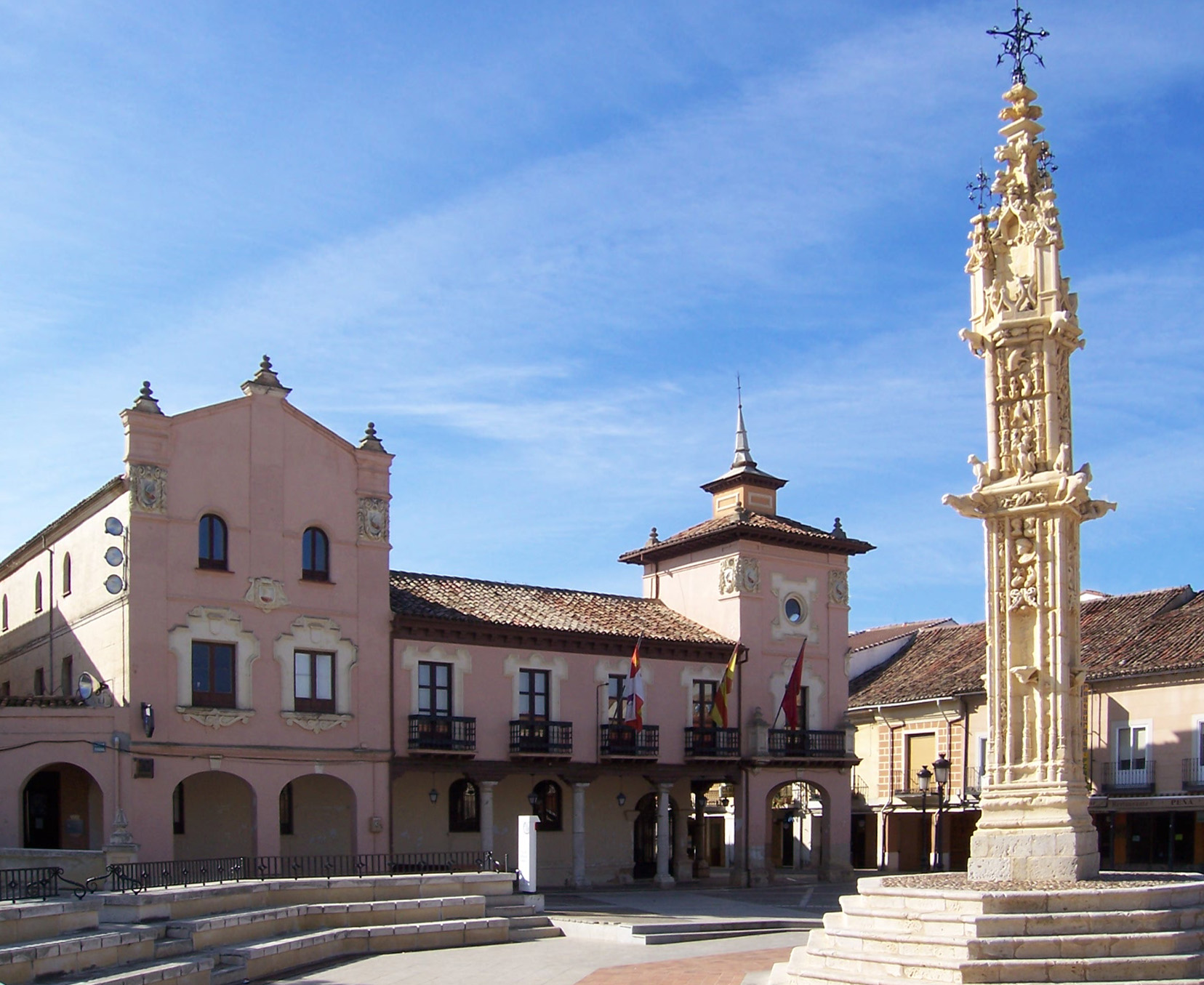
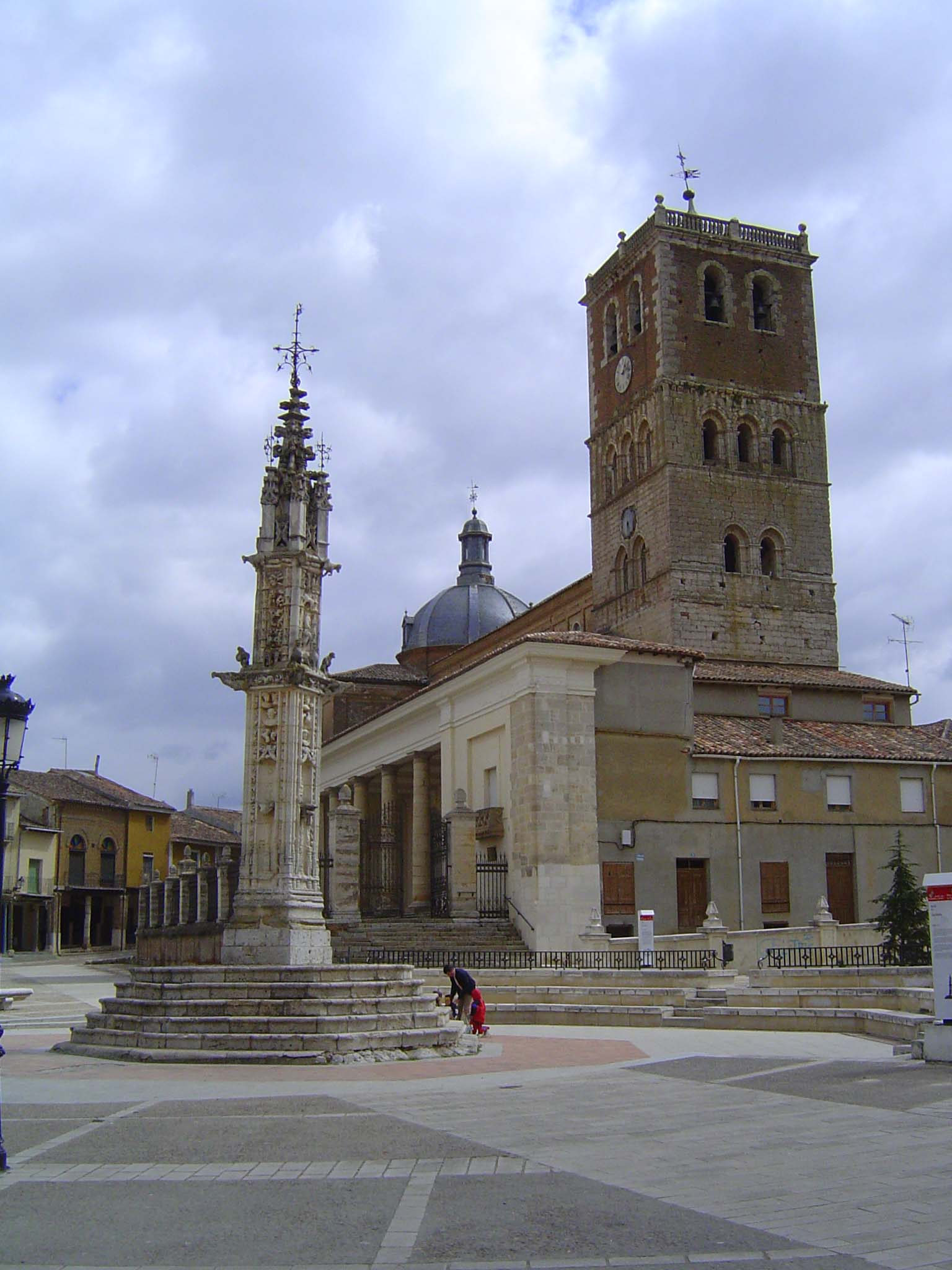
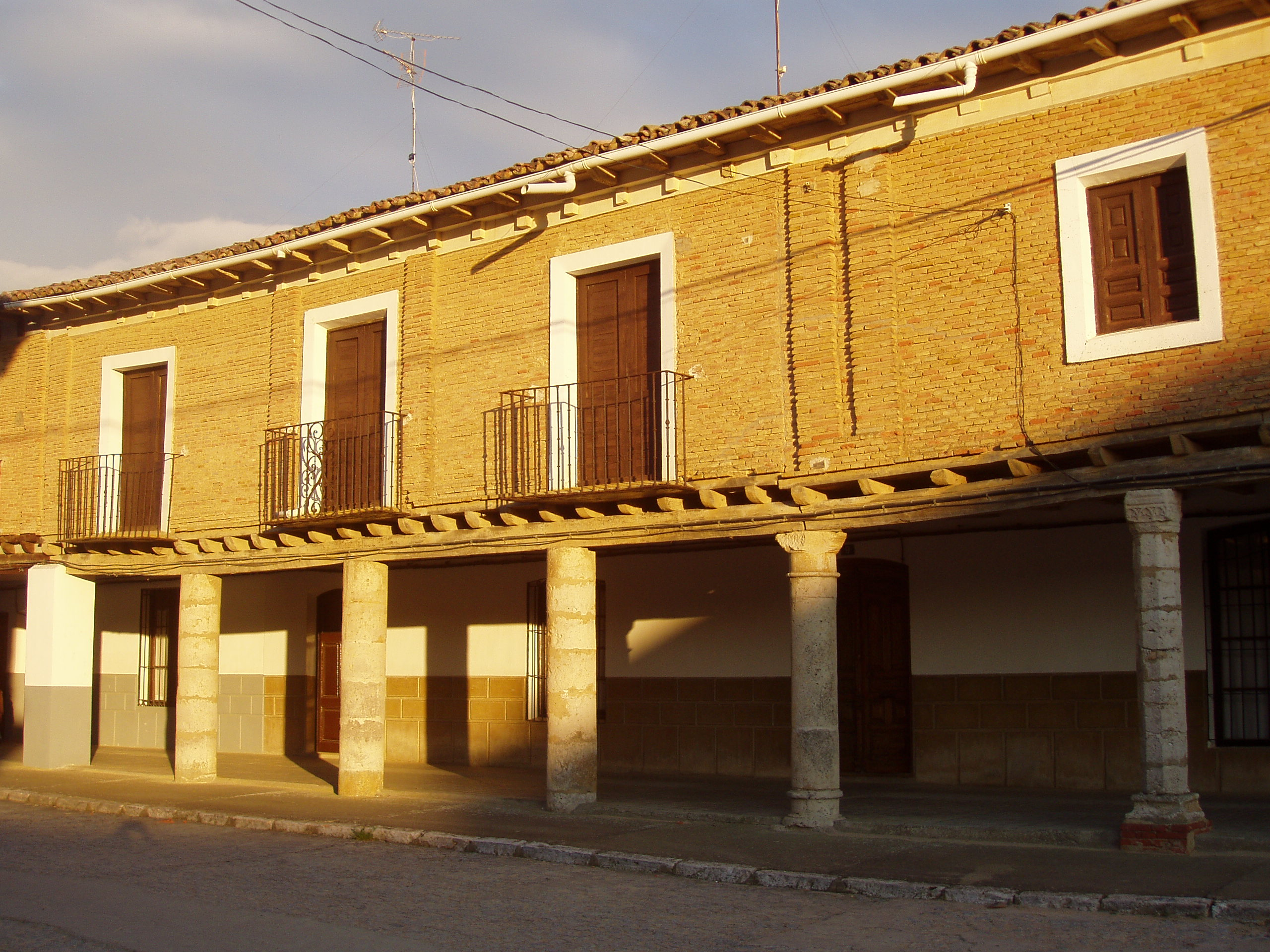

Villalón de Campos is een gemeente in de Spaanse provincie Valladolid in de regio Castilië en León met een oppervlakte van 70,02 km². Villalón de Campos telt 1.689 inwoners (1 januari 2016).